# 傅義
傅義（德語：Felder Juilius，1933年5月26日—2018年10月18日），出身瑞士琉森，瑞士白冷會傳教士與建築設計者，以設計東臺灣海岸地區許多教會建築聞名。

## 生平
傅義在就讀中學時即喜愛寫生與建築設計。
1960年，傅義加入白冷會。1965年，他先至新竹華語學院學習語言，後前抵前抵臺東並負責設計教區聖堂；長濱長光天主堂是他監修的第一間天主堂。此後，他陸續設計了四十多座教堂與百餘座民居。
2006年，傅義返瑞士休養。

## 設計風格
他喜歡使用取自（當地）自然環境的建築素材。其教堂建築重視日照及通風功能。其設計風格偏向歐洲現代建築，並經常呼應當地自然景觀。

## 代表作品
- 小馬天主堂
- 都蘭天主堂
- 寶桑天主堂
- 台東聖母醫院教會會所[7]
- 台灣基督長老教會新港教會禮拜堂
- 台灣基督長老教會台東教會禮拜堂
- 東區職業訓練中心

## 紀念
- 他將許多手繪設計原稿贈予國立臺灣史前文化博物館典藏。[6][7][5]

- 2013年，國立臺東大學美術產業學系將其創作數位化，並舉辦「尋找東海岸那一串最美麗的珍珠──天主教白冷會現代教堂數位展」。[8][9][3]

## 相關著作

### 論文
- 鍾耀漳，〈傅義修士與我〉，《東臺灣研究》，2008年。
- 钟昇远，〈傅义修士建筑作品之研究〉，清华大学，2014年。

### 專書
- 范毅舜，《公東的教堂：海岸山脈的一頁教育傳奇》，本事文化，2012年。
- 陳冠華，《面向大海的十字架：花東海岸小教堂測繪紀實》，田園城市， 2016年。

## 外部連結
- 维基共享资源上的相關多媒體資源：傅義
- Farewell to Bro. Julius † | Bethlehem Mission Society （页面存档备份，存于）
- 一個人旅行。傅義修士在東海岸的教堂- 心動山海情 （页面存档备份，存于）
- 在台東關山的瑞士精神 — 窮人的豐富 （页面存档备份，存于）
- 台東的前輩建築師．傅義修士| Flickr